# Pazarić
Pazarić (en cyrillique : Пазарић) est un village de Bosnie-Herzégovine. Il est situé dans la municipalité de Hadžići, dans le canton de Sarajevo et dans la fédération de Bosnie-et-Herzégovine. Selon les premiers résultats du recensement bosnien de 2013, il compte 1 009 habitants.

## Démographie

### Évolution historique de la population
| 1948 | 1953 | 1961 | 1971 | 1981  | 1991  | 2013  |
| ---- | ---- | ---- | ---- | ----- | ----- | ----- |
| -    | -    | 566  | 920  | 1 096 | 1 162 | 1 009 |

|  |

### Communauté locale
En 1991, la communauté locale de Pazarić comptait 4 547 habitants, répartis de la manière suivante :